# 新井今日子
新井 今日子（あらい きょうこ、1959年7月20日 - ）は、東京都日野市出身の女優。

## 人物・来歴
- きょうだいは妹と弟がいる[1]。
- 女子美術大学卒業[1]。
- 文学座研究所出身。1981年に番衆プロに所属しデビュー[1]。
- 1980年代から2000年代前半にかけてテレビドラマを中心に活躍した。
- 現在は、芸能活動を休止している。

## 出演

### テレビドラマ
- 夢追い旅行（1984年4月2日〜6月29日）
- 特捜最前線 第376話「警官汚職地図!」（1984年8月8日）
- 殺して、あなた…（1985年4月18日・木曜ゴールデンドラマ）
- うちの子にかぎって…(2)（1985年4月12日〜7月26日）
- 子連れ刑事（1985年8月28日・水曜ドラマスペシャル）
- ザ・ハングマンV 第15話「悪徳医師にエイズ患者?が作られていく!」（1986年5月23日）
- 女ふたり捜査官 第3話「訪ねた亡夫の隠し子」（1986年9月12日）
- サラ金業者の妻（1987年1月20日・火曜サスペンス劇場）
- ジャングル 第2話「バラバラ事件・その2」（1987年3月6日）
- アナウンサーぷっつん物語（1987年4月6日〜5月11日）
- ザ・ハングマン6 第9話「プッツン夫婦が離婚劇大作戦!」（1987年4月24日）
- パパは年中苦労する 第1話「パパなんて大ッきらい!」（1988年4月8日）
- ハイツがトラトラブル 第2話「幸福の宅配便」（1990年5月1日・DRAMADAS）
- もう一つの旅路（1991年11月30日・土曜ワイド劇場）
- 御家人斬九郎(1) 第2話（1995年1月18日）
- こころ預かります!(2)（1996年1月22日・月曜ドラマスペシャル）
- ふたり〜Wherever You Are〜（1997年4月14日〜6月23日）
- ガラスの仮面(1)（1997年7月7日〜9月15日）
- 女たちの聖戦（ジハード）（1997年10月26日〜11月16日）
- 警視庁鑑識班(4)・木は森に隠された（1997年11月25日・火曜サスペンス劇場）
- 略奪愛・アブない女（1998年1月9日〜3月27日）
- 警視庁鑑識班(5)・白い小鳥に込めた母への愛（1998年5月12日・火曜サスペンス劇場）
- 追跡(4)・110番通報の「兄貴」「すみれ」の言葉（1998年8月18日・火曜サスペンス劇場）
- 双子探偵 第3話（1999年7月17日）

### 映画
- みんな〜やってるか!（1995年2月11日・日本ヘラルド映画）
- のぞき事件簿・盗み撮り!美女痴態（1996年8月23日・SEN PLANNING）

### ビデオ
- 俺ら東京さ行くだ ～純情編～(1985年5月25日発売)